# John Burke (genealog)
John Burke (ur. 1787, zm. 1848) – irlandzki genealog, autor i wydawca wielu dzieł z zakresu genealogii i heraldyki, ojciec sir Johna Bernarda Burke, herolda Ulsteru, również heraldyka i genealoga.

## Życiorys
W 1826 opublikował swoje najbardziej znane dzieło Burke’s Genealogical and Heraldic Dictionary of the Peerage and Baronetage of the United Kingdom (ang. Genealogiczy i heraldyczny słownik Burkego parów i baronetów Zjednoczonego Królestwa), wydawane do dziś (107 edycja w 2003) jako Burke’s Peerage, Baronetage and Knightage.
Kolejnym dziełem Burkego było Burke’s Extinct and Dormant Peerage (Burkego wygasłe i zawieszone).
W latach 1833–1835 napisał cztery tomy A Genealogical and Heraldic History of The Commoners of Great Britain and Ireland (Genealogiczna i heraldyczna historia gminu). Dzieło opisuje herby i genealogie nieutytułowanych rodzin szlachty ziemskiej (Landed gentry) Anglii, Szkocji i Irlandii, zawiera ponad 2000 drzew genealogicznych i obejmuje ok. 50000 nazwisk.
Wspólnie z synem Johnem Bernardem napisał dwutomowe dzieło The Royal Families of England, Scotland and Wales, with their Descendants (Rody królewskie Anglii, Szkocji i Walii i ich potomkowie), wydane dopiero po śmierci Johna Burkego – tom 1. w 1848, tom 2. w 1851.